# 奕沆
宗室奕沆（1841年4月4日—1879年2月27日），生于道光二十一年三月十三日丑時，卒于光緒五年二月初七日巳時。正藍旗滿洲人，左翼近支宗室正藍旗第二族奕字輩，綿森庶子，清朝官員，官至內閣侍讀學士。

## 生平
道光二十七年（1847年），年幼時即進入宗人府玉牒館幫寫玉牒清書，支領公費銀兩。
咸豐二年（1852年）五月，授六品廕生。十月，授刑部額外主事。十一年（1861年），因迴避改授吏部主事。
同治元年（1862年），授一品廕生，籤分工部額外員外郎候補。
四年（1865年）九月二十四日，清文宗、孝德顯皇后梓宮奉安定陵地宮禮成，因「工程整齊堅固，在工王大臣等敬謹將事」，父綿森賞戴花翎，奕沆於滿洲員外郎出缺時即行借補。十二月，補授工部員外郎。
七年（1868年）六月，父綿森病故，獲賞銀五百兩治喪，以四五品京堂候補。
十三年（1874年）正月，因捕獲鄰境盜賊，獲得吏部議敘。
光緒元年（1875年）三月，授內閣侍讀學士。五年（1879年）二月初七日卒，終年三十九歲。

## 家族成員
- 五世祖：清聖祖（1654年—1722年）。
- 五世祖：良妃（1662年—1711年）。
  - 高祖父：允禩（1681年—1726年），爵至廉親王，官至理藩院尚書、總理事務王大臣，雍正三年（1725年）因罪革爵、黜宗室，乾隆四十三年（1778年）復宗籍。
  - 高祖母：張氏，張之碧之女，允禩之妾。
    - 曾祖父：弘旺（1708年—1762年），允禩長子，原封貝勒銜，雍正三年（1725年）因罪革爵、黜宗室，乾隆四十三年（1778年）復宗籍。
    - 曾祖母：榮氏，榮禧之女，弘旺之妾。
      - 祖父：永明額（1757年—1841年），弘旺三子，官至泰寧鎮總兵、陵寢守護大臣。
      - 祖母：薛氏，薛祿之女，永明額之妾。

### 父母
- 父：綿森（1796年—1868年），官至刑部尚書內大臣都統總管內務府大臣。
- 嫡母：他塔喇氏，三等子哲臣之女。
- 生母：徐氏，徐寶善之女，綿森之妾。

### 兄弟
奕沆排行第四，有三兄。
- 長子：奕固（1817年—1820年），嫡母他塔喇氏所生，早卒。
- 次子：奕遐（1820年—1822年），嫡母他塔喇氏所生，早卒。
- 三子：奕松（1826年—1831年），嫡母他塔喇氏所生，早卒。

### 妻室
- 嫡妻：鈕祜祿氏（？—1878年）[7]，書齡之女。
- 妾：于氏（？—1910年）[8]，于大之女。

### 子嗣
- 承繼子：載慰（1873年—1882年），早卒。本生父奕杕（允禑支系，永珔之孫，綿峻之子）；母尤佳氏，內務府郎中蘇州織造銘海之女[1]。

奕沆無嗣，允禩男性子孫斷絕。奕沆過世後由妾于氏於五年（1879年）四月呈文宗人府請求將理事官奕杕第三子載慰過繼奕沆為嗣。十七年（1891年）十一月，又呈文將奉恩將軍載霞次子溥寬過繼載慰為嗣。